# Їжик Микола Костянтинович
Микола Костянтинович Їжик (16 серпня 1938 року, с. Мала Нехвороща, Машівський район Полтавської області — 16 липня 2005 року, смт Рогань, Харківський район Харківської області) — український насіннєзнавець, доктор сільськогосподарських наук (1995), професор (2001) Харківського національного аграрного університету імені В. В. Докучаєва.

## Біографія
Народився 16 серпня 1938 року у с. Мала Нехвороща Машівського району Полтавської області.
По закінченню Харківського сільськогосподарського інституту з 1962 року працював там з невеликою перервою.
З 1968 року по 1975 рік працював доцентом кафедри рослинництва і селекції у Кам'янець-Подільському сільськогосподарському інституті.
З 1998 року по 2005 рік працював на посаді завідувача кафедри ботаніки та фізіології рослин.
У 1995 році Миколі Їжику було присвоєно науковий ступінь доктора сільськогосподарських наук, а у 2001 році — вчене звання професора.
Микола Їжик помер 16 липня 2005 року у смт Рогань Харківського району Харківської області.

## Науковий доробок
Микола Їжик займався вивченням впливу біологічних властивостей насіння та екологічних чинників на схожість і врожайність сільськогосподарських культур.
Він є співукладачем довідника «Широкий уніфікований класифікатор України роду Phaseolus L.» (Харків, 2004 рік).
Основні праці
- Полевая всхожесть семян (биология, экология, агротехника). — К., 1976.
- Биологические свойства семян и проблема всходов // СХБ. — 1980. — Т. 15, 16.
- Сільськогосподарське насіннєзнавство. — Ч. 1–2. — Х., 2000—2001.
- Насінництво і насіннєзнавство зернових культур. — К., 2003 (співавт.)
- Влияние абиотических факторов на формирование урожайности фасоля // Зб. наук. пр. Ін-ту цукр. буряків УААН. — К., 2004. Вип. 7 (співавт.).